# Aurélie Gagnet
Aurélie Gagnet, née le 30 décembre 1994 à Dreux en Eure-et-Loir, est une footballeuse française évoluant au poste d'arrière latérale.

## Biographie

### Carrière en club
Elle rejoint les États-Unis en 2013 et l'Université du Kansas évoluant dans le championnat universitaire américain.

## Statistiques et palmarès

### Statistiques
Le tableau suivant présente, pour chaque saison, le nombre de matchs joués et de buts marqués dans le championnat national, en Coupe de France (Challenge de France) et éventuellement en compétitions internationales. Le cas échéant, les sélections nationales sont indiquées dans la dernière colonne.
| Saison    | Club                 | Championnat | Championnat | Championnat | Coupe nationale | Coupe nationale | Coupe nationale | Sélections nationales | Sélections nationales | Sélections nationales |
| Saison    | Club                 | Type        | Matchs      | Buts        | Type            | Matchs          | Buts            | Type                  | Matchs                | Buts                  |
| 2009-2010 | Montpellier HSC U19  | -           | -           | -           | -               | -               | -               | U16 + U17             | 2 + 1                 | 0 + 0                 |
| 2010-2011 | Montpellier HSC      | CNF19 + D1  | 8 + 1       | 1 + 0       | -               | -               | -               | -                     | -                     | -                     |
| 2011-2012 | Montpellier HSC      | CNF19 + D1  | 15 + 1      | 1 + 0       | -               | -               | -               | U19                   | 3                     | 0                     |
| 2012-2013 | Montpellier HSC      | CNF19 + D1  | 14 + 4      | 1 + 0       | CdF             | -               | -               | U19                   | 6                     | 1                     |
| 2013-2014 | Université du Kansas | CUA13       | 16          | 0           | -               | -               | -               | U19 + U20             | 4 + 2                 | 0 + 0                 |
| 2014-2015 | Université du Kansas | CUA14       | 12          | 0           | -               | -               | -               | U20                   | 3                     | 0                     |

### Palmarès

#### En club
- Troisième du Championnat de France : 2011 et 2012 (Montpellier HSC)
- Demi-finaliste de la Coupe de France : 2013 (Montpellier HSC)
- Vainqueur du Challenge National U19 (3) : 2011, 2012 et 2013 (Montpellier HSC)

#### En sélection
- France U20
  - Troisième de la Coupe du monde des moins de 20 ans : 2014 au Canada
- France U19
  - Championne d'Europe des moins de 19 ans :  2013 au Pays de Galles